# 岡田理知
岡田 理知（おかだ りち）は、日本の漫画家。女性。山形県新庄市出身。1976年、第95回別マ少女まんがスクール期待賞を受賞。1978年、『ろまんちっくな雪の日』でデビュー。

## 作品リスト
- 『ろまんちっくな雪の日』（1978年、別冊マーガレット1月号、読切り）
- 『しっぽをつけた18歳』（1979年、別冊マーガレット11月号、読切り）
- 『ミス・アリアの純情』（1991年、扶桑社、ISBN 978-4594008413）
- 『本家のヨメ』
- 『女房には向かない女』（2003年、あおばコミックス、ISBN 978-4873172729）
- 『もいちど愛して』（2006年、あおばコミックス、ISBN 978-4873176543）
- 『恋愛妄想族』（2008年、オフィスユー、ISBN 978-4420151559）
- 『八朔の雪 みをつくし料理帖』（原作:高田郁、オフィスユー）

| スタブアイコン | サブスタブ | この項目は、まだ閲覧者の調べものの参照としては役立たない、漫画家・漫画原作者に関連した書きかけの項目です。この項目を加筆・訂正などしてくださる協力者を求めています（P:漫画/PJ:漫画家）。 |